# Daddry Shield
Daddry Shield är en by i civil parish Stanhope, i kommunen Durham i grevskapet Durham i England. Byn är belägen 11 km från Stanhope. Orten har 177 invånare (2001).